# Kepler-62f
Kepler-62f jest egzoplanet koji orbitira oko zvijezde Kepler-62 na udaljenosti od 990 svjetlosnih godina u zviježđu Lira. Otkriven je 18. travnja 2013., a otkrio ga je Svemirski teleskop Kepler. Orbitira u nastanjivoj zoni oko svoje zvijezde, i to u vanjskom dijelu iste.

## Obilježja
Promjer mu je jednak 1,41 Zemljinog promjera, a masa jednaka 2,8 Zemljine mase. Orbitira u vremenskom razdoblju od 267 dana. Planet se nalazi u vanjskom dijelu nastanjive zone, zbog toga mu je sličnost sa Zemljom procijenjena na 69%, ali smatra se da bi mogao biti mnogo sličniji, premda ovo ne mora biti tako jer njegove detaljnije karakteristike još nisu poznate.
Zvijezde K-tipa najbolje su zvijezde za stanovanje, ali njihovi uvjeti nastanjivosti još nisu potpuno istraženi. Žive dulje od Sunca, u ovom slučaju 30 milijardi godina, a ne emitiraju mnogo zračenja kao što to rade veoma dugoživuće zvijezde M-tipa (crveni patuljci). Kepler-62 jest također zvijezda K-tipa, i smatra se mirnom zvijezdom, točnog tipa K2V. Ova zvijezda je stara oko 7 milijardi godina, što znači, da ako postoji život na planetu Kepleru-62f, da je isti imao dosad mnogo vremena za evoluciju. Za usporedbu, Zemlja je stara 4,56 milijardi godina.
U 2015. je sastav procijenio da je Kepler-62f, zajedno s Kepler-186f i Kepler-442b najbolji kandidat za nastanjivost, a u 2018. jest procijenjeno da ima, kao i Kepler-186f, stabilan nagib osi, a samim time i godišnja doba. Time je ovaj planet, kao i Kepler-186f, postao još bolji kandidat za nastanjivost. Ipak, trebao bi imati debelu atmosferu i velik efekt staklenika za temperature kao i na Zemlji, inače bi bio mnogo hladniji svijet.
Planet je smatran najnastanjivijim u Kepler-62 sustavu, a drugi nastanjivi planet u tom sustavu jest, pretpostavlja se, Kepler-62e. Ova dva planeta toliko su blizu da bi se život mogao prenositi jedan na drugog, jer bi putovanje između njih trajalo, smatra se, 52 dana.

## Vanjske poveznice
- NASA – Kepler Mission overview.
- NASA – Kepler Discoveries – Summary Table  Arhivirana inačica izvorne stranice od 1. travnja 2017. (Wayback Machine).
- NASA – Kepler-62f at The NASA Exoplanet Archive.
- NASA – Kepler-62f at The Exoplanet Data Explorer.
- NASA – Kepler-62f at The Extrasolar Planets Encyclopaedia.
- Habitable Exolanets Catalog at UPR-Arecibo.
- Kepler – Discovery of New Planetary Systems (2013)  Arhivirana inačica izvorne stranice od 8. svibnja 2020. (Wayback Machine).
- Kepler – Tally of Planets/interactive (2013) – NYT.
- Video (02:27) - NASA Finds Three New Planets in "Habitable Zone" (18 April 2013).